# Betqua
Betqua is een stuwmeer in de Hintalo-Wajirat woreda van Tigray in Ethiopië. De aarden dam werd gebouwd in 1997 door SAERT.

## Eigenschappen van de dam
- Hoogte: 16 meter
- Lengte: 284 meter
- Breedte van de overloop: 20 meter

## Capaciteit
- Oorspronkelijke capaciteit: 666 337 m³
- Ruimte voor sedimentopslag: 133 267 m³
- Oppervlakte: 13,7 ha

In 2002, werd de levensverwachting (de periode tot opvulling met sediment) van het stuwmeer geschat op 23 jaar.

## Irrigatie
- Gepland irrigatiegebied: 70 ha
- Effectief irrigatiegebied in 2002: 25 ha

## Omgeving
Het stroomgebied van het reservoir is 1,52 km² groot, met een omtrek van 4,82 km en een lengte van 1520 meter. Het reservoir ondergaat snelle sedimentafzetting. De gesteenten in het bekken zijn Schiefer van Agula en Doleriet van Mekelle. Een deel van het water gaat verloren door insijpeling; een positief neveneffect hiervan is dat dit bijdraagt tot het grondwaterpeil.